# Настоящие лягушки
Настоя́щие лягу́шки (лат. Ranidae) — семейство бесхвостых земноводных.

## Описание
Внешний вид и размер разнообразен, некоторые тропические виды похожи на жаб. Как правило, настоящие лягушки имеют гладкую и влажную кожу. Они сильно различаются по размеру, начиная от маленьких, таких как древесная лягушка (Lithobates sylvatica), и заканчивая самой большой лягушкой в мире, лягушкой-голиафом (Conraua goliath). Околоушные железы не выражены. Зрачок горизонтальный, эллиптический. Нижняя челюсть без зубов. Задние конечности у большинства видов большие и мощные, с хорошо развитыми плавательными перепонками.

## Образ жизни
Большинство видов наземные, обитают в водоёмах или возле них, но в тропиках присутствуют и древесные формы. Есть виды, способные жить в солоноватой воде.
Во многих странах (в частности во Франции, франкоязычной Швейцарии, Бельгии, Люксембурге, Португалии, в Карибском бассейне и в целом в Юго-Восточной Азии и части Африки) задние лапы представителей настоящих лягушек употребляются в пищу, считаясь деликатесом.

## Размножение

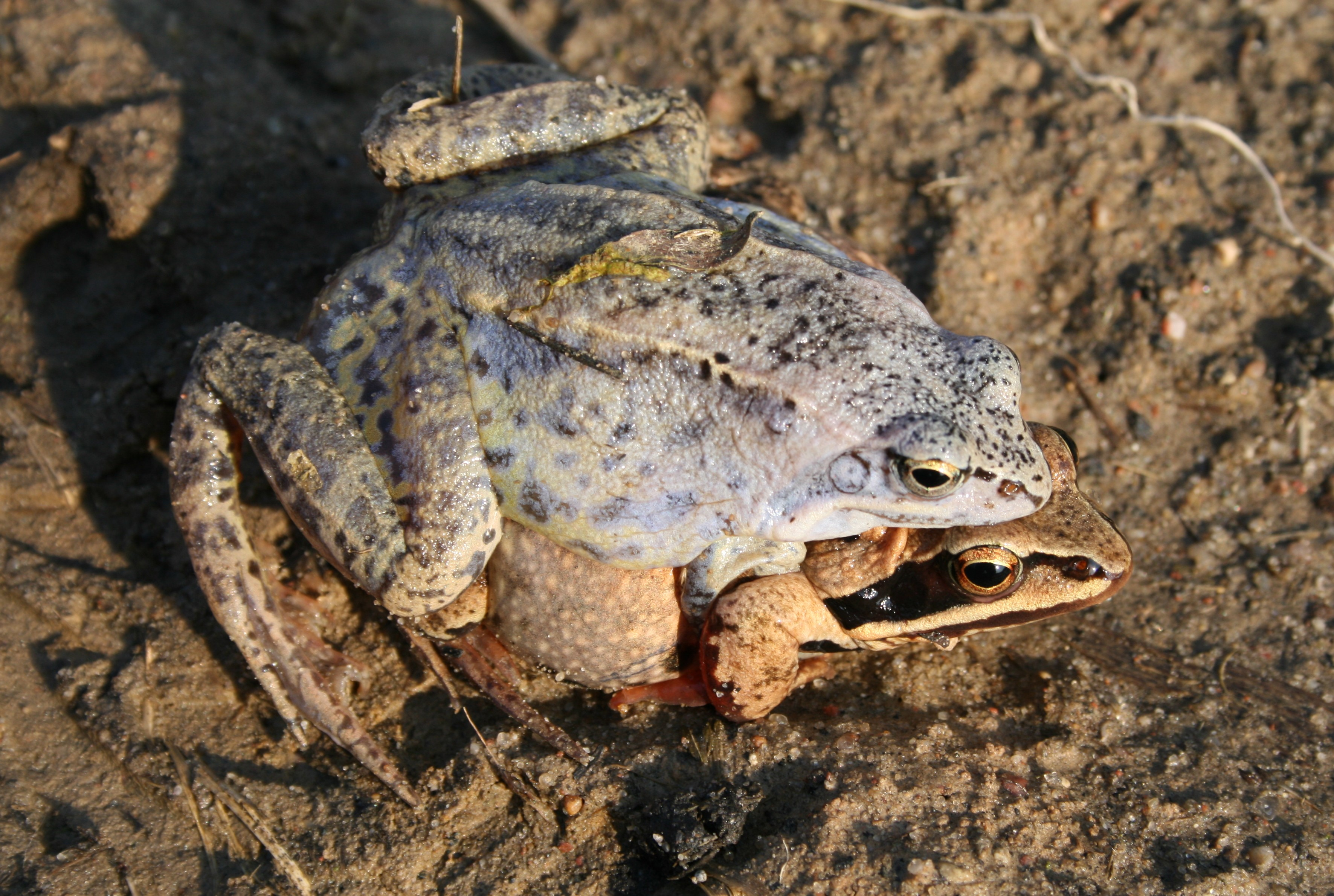
Спаривание остромордой лягушки

Самцы во время спаривания охватывают самок передними ногами позади основания передних конечностей самок, причём пальцы правой и левой лапы самца соприкасаются на груди самки (амплексус).
Икру в форме комочков откладывают, как правило, в воду. В тропиках известны виды с прямым развитием наземных яиц и различные формы заботы о потомстве.

## Распространение
Настоящие лягушки обитают на всех континентах, кроме Антарктиды. Они распространены почти повсеместно, за исключением южной части Южной Америки, Южной Африки, Мадагаскара и большей части Австралии. Азиатский ареал простирается через Восточную Индию до Новой Гвинеи. Один вид (австралийская древесная лягушка Hylarana daemelii) распространился на крайнем севере Австралии.

## Классификация
На октябрь 2018 года в семейство включают 26 родов и 395 видов.
- Abavorana Oliver at al., 2015 (2 вида)

- Abavorana luctuosa (Peters, 1871) — Зеброногая лягушка
- Abavorana nazgul Quah et al., 2017

- Amnirana Dubois, 1992 (11 видов)

- Amnirana albolabris (Hallowell, 1856) — Белогубая тростнянка
- Amnirana amnicola (Perret, 1977) — Зеленобокая лягушка
- Amnirana asperrima (Perret, 1977) — Биафрская лягушка
- Amnirana darlingi (Boulenger, 1902) — Саванная лягушка
- Amnirana fonensis Rodel & Bangoura, 2004
- Amnirana galamensis (Dumeril & Bibron, 1841) — Золотоспинная лягушка
- Amnirana lemairei (De Witte, 1921)
- Amnirana lepus (Andersson, 1903) — Лягушка-заяц
- Amnirana nicobariensis (Stoliczka, 1870) — Лягушка-трескунья
- Amnirana occidentalis (Perret, 1960) — Западноафриканская лягушка
- Amnirana parkeriana (Mertens, 1938) — Лягушка Паркера

- Amolops Cope, 1865 — Каскадницы  (55 видов)
- Babina Thompson, 1912 (2 вида)

- Babina holsti (Boulenger, 1892) — Кинжальная лягушка
- Babina subaspera (Barbour, 1908) — Колючепалая лягушка

- Chalcorana Dubois, 1992 (10 видов)

- Chalcorana chalconota (Schlegel, 1837) — Желтоватая лягушка
- Chalcorana eschatia (Inger, Stuart & Iskandar, 2009)
- Chalcorana labialis (Boulenger, 1887)
- Chalcorana macrops (Boulenger, 1897) — Большеглазая лягушка
- Chalcorana megalonesa (Inger, Stuart & Iskandar, 2009)
- Chalcorana mocquardi (Werner, 1901)
- Chalcorana parvaccola (Inger, Stuart & Iskandar, 2009)
- Chalcorana raniceps (Peters, 1871)
- Chalcorana rufipes (Inger, Stuart & Iskandar, 2009)
- Chalcorana scutigera (Andersson, 1916) — Щитоголовая лягушка

- Clinotarsus Mivart, 1869 (3 вида)
- Glandirana Fei, Ye & Huang, 1990 (5 видов)
- Huia Yang, 1991 (5 видов)
- Humerana Dubois, 1992 (3 вида)

- Humerana humeralis (Boulenger, 1887) — Бирманская лягушка
- Humerana miopus (Boulenger, 1918) — Косолинейная лягушка
- Humerana oatesii (Boulenger, 1892) — Пятиполосая лягушка

- Hydrophylax Fitzinger, 1843 (4 вида)

- Hydrophylax bahuvistara Padhye at al., 2015
- Hydrophylax gracilis (Gravenhorst, 1829) — Стройная лягушка
- Hydrophylax leptoglossa (Cope, 1868) — Узкоязычная лягушка
- Hydrophylax malabaricus (Tschudi, 1838) — Малабарская лягушка

- Hylarana Tschudi, 1838 (4 вида)
- Indosylvirana Oliver et al., 2015 (13 видов)

- Indosylvirana aurantiaca (Boulenger, 1904) — Оранжевая лягушка
- Indosylvirana caesari (Biju at al., 2014)
- Indosylvirana doni (Biju at al., 2014)
- Indosylvirana flavescens (Jerdon, 1853)
- Indosylvirana indica (Biju at al., 2014)
- Indosylvirana intermedia (Rao, 1937) — Узкоголовая лягушка
- Indosylvirana magna (Biju at al., 2014)
- Indosylvirana milleti (Smith, 1921) — Аннамская лягушка
- Indosylvirana montana (Rao, 1922)
- Indosylvirana serendipi (Biju at al., 2014)
- Indosylvirana sreeni (Biju at al., 2014)
- Indosylvirana temporalis (Gunther, 1864) — Рыжеватая лягушка
- Indosylvirana urbis (Biju at al., 2014)

- Lithobates Yang, 1991 (51 вид)
- Meristogenys Yang, 1991 (13 видов)

- Meristogenys amoropalamus (Matsui, 1986)
- Meristogenys dyscritus Shimada at al., 2011
- Meristogenys jerboa (Gunther, 1872) — Длинноногая каскадница
- Meristogenys kinabaluensis (Inger, 1966) — Большая каскадница
- Meristogenys macrophthalmus (Matsui, 1986)
- Meristogenys maryatiae Matsui, Shimada & Sudin, 2010
- Meristogenys orphnocnemis (Matsui, 1986)
- Meristogenys penrissenensis Shimada at al., 2015
- Meristogenys phaeomerus (Inger & Gritis, 1983) — Саравакская каскадница
- Meristogenys poecilus (Inger & Gritis, 1983) — Борнеоская каскадница
- Meristogenys stenocephalus Shimada at al., 2011
- Meristogenys stigmachilus Shimada at al., 2011
- Meristogenys whiteheadi (Boulenger, 1887) — Сабахская каскадница

- Odorrana Fei, Ye & Huang, 1990 (60 видов)
- Papurana Dubois, 1992 (16 видов)

- Papurana arfaki (Meyer, 1875) — Новогвинейская лягушка
- Papurana aurata (Gunther, 2003)
- Papurana daemeli (Steindachner, 1868) — Австралийская лягушка
- Papurana elberti (Roux, 1911) — Зондская лягушка
- Papurana florensis (Boulenger, 1897)
- Papurana garritor (Menzies, 1987)
- Papurana grisea (Van Kampen, 1913) — Темноухая лягушка
- Papurana jimiensis (Tyler, 1963) — Малоухая лягушка
- Papurana kreffti (Boulenger, 1882)
- Papurana milneana (Loveridge, 1948)
- Papurana moluccana (Boettger, 1895) — Молуккская лягушка
- Papurana novaeguineae (Van Kampen, 1909)
- Papurana papua (Lesson, 1826) — Папуанская лягушка
- Papurana supragrisea (Menzies, 1987)
- Papurana volkerjane (Gunther, 2003)
- Papurana waliesa (Kraus & Allison, 2007)

- Pelophylax Fitzinger, 1843 — Зелёные лягушки (21 вид)
- Pseudorana Fei, Ye & Huang, 1990 (2 вида)

- Pseudorana sangzhiensis (Shen, 1986)
- Pseudorana weiningensis (Liu, Hu & Yang, 1962)

- Pterorana Kiyasetuo & Khare, 1986 (1 вид)

- Pterorana khare Kiyasetuo & Khare, 1986

- Pulchrana Dubois, 1992 (17 видов)

- Pulchrana banjarana (Leong & Lim, 2003)
- Pulchrana baramica (Boettger, 1900) — Желёзистобокая лягушка
- Pulchrana centropeninsularis (Chan at al., 2014)
- Pulchrana debussyi (Van Kampen, 1910) — Лягушка Дебюсси
- Pulchrana fantastica Arifin et al., 2018
- Pulchrana glandulosa (Boulenger, 1882) — Красноглазая лягушка
- Pulchrana grandocula (Taylor, 1920)
- Pulchrana guttmani (Brown, 2015)
- Pulchrana laterimaculata (Barbour & Noble, 1916)
- Pulchrana mangyanum (Brown & Guttman, 2002)
- Pulchrana melanomenta (Taylor, 1920) — Черногорлая лягушка
- Pulchrana moellendorffi (Boettger, 1893)
- Pulchrana picturata (Boulenger, 1920)
- Pulchrana rawa (Matsui, Mumpuni & Hamidy, 2012)
- Pulchrana siberu (Dring, McCarthy & Whitten, 1990)
- Pulchrana signata (Gunther, 1872) — Оранжевопятнистая лягушка
- Pulchrana similis (Gunther, 1873)

- Rana Linnaeus, 1758 — Настоящие лягушки (51 вид)
- Sanguirana Dubois, 1992 (8 видов)

- Sanguirana acai Brown et al., 2017
- Sanguirana aurantipunctata Fuiten et al., 2011
- Sanguirana everetti (Boulenger, 1882) — Филиппинская лягушка
- Sanguirana igorota (Taylor, 1922)
- Sanguirana luzonensis (Boulenger, 1896)
- Sanguirana mearnsi (Stejneger, 1905)
- Sanguirana sanguinea (Boettger, 1893)
- Sanguirana tipanan (Brown, McGuire, and Diesmos, 2000)

- Staurois Cope, 1865 — Береговуньи (6 видов)
- Sumaterana Arifin et al., 2018 (3 вида)

- Sumaterana crassiovis (Boulenger, 1920)
- Sumaterana dabulescens Arifin et al., 2018
- Sumaterana montana Arifin et al., 2018

- Sylvirana Dubois, 1992 (12 видов)

- Sylvirana annamitica Sheridan and Stuart, 2018
- Sylvirana cubitalis (Smith, 1917)
- Sylvirana faber (Ohler, Swan, and Daltry, 2002)
- Sylvirana guentheri (Boulenger, 1882)
- Sylvirana lacrima Sheridan and Stuart, 2018
- Sylvirana malayana Sheridan and Stuart, 2018
- Sylvirana maosonensis (Bourret, 1937)
- Sylvirana montosa Sheridan and Stuart, 2018
- Sylvirana mortenseni (Boulenger, 1903)
- Sylvirana nigrovittata (Blyth, 1856)
- Sylvirana roberti Sheridan and Stuart, 2018
- Sylvirana spinulosa (Smith, 1923)

## Фото

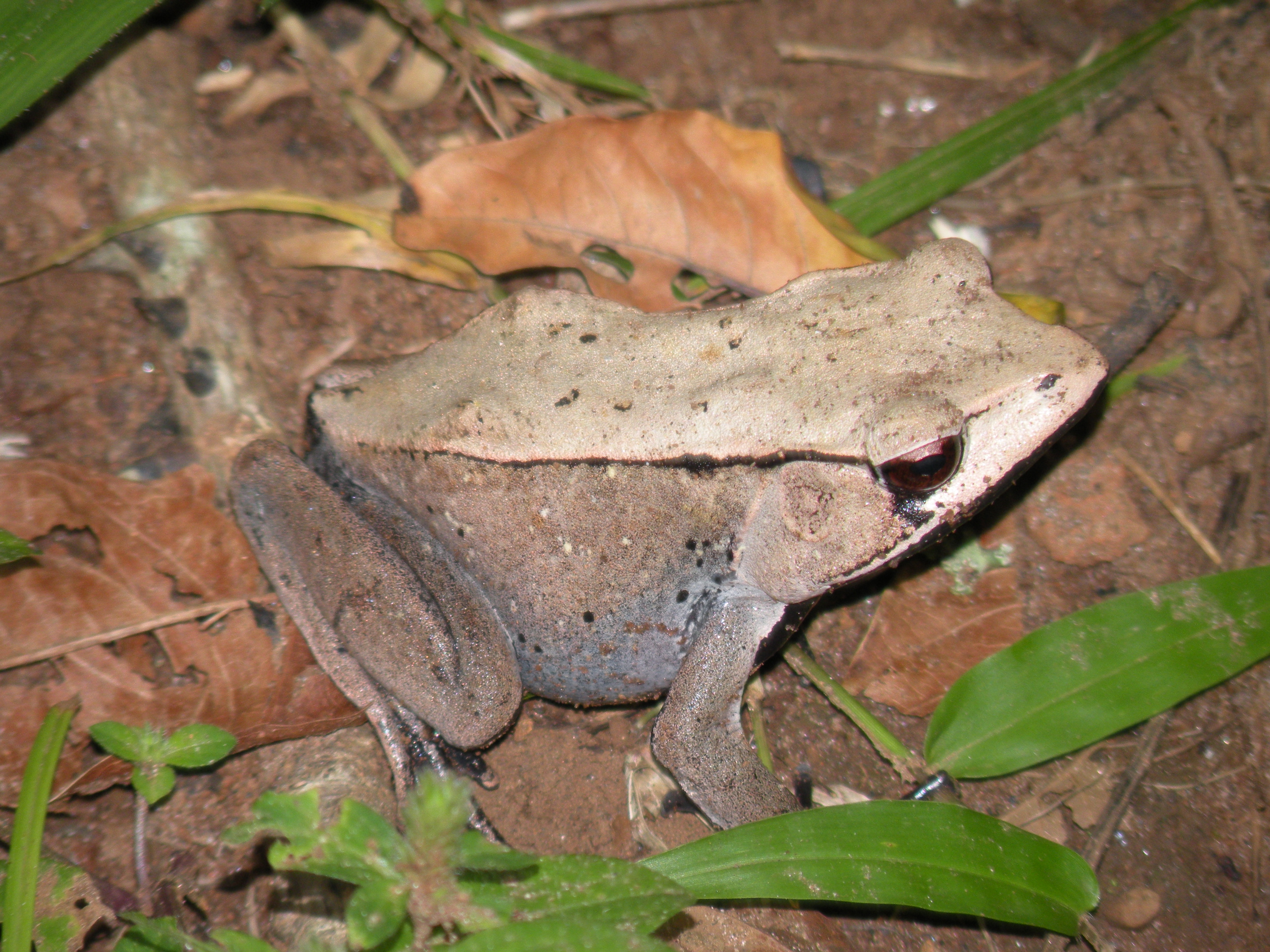
Коротконогая лягушка
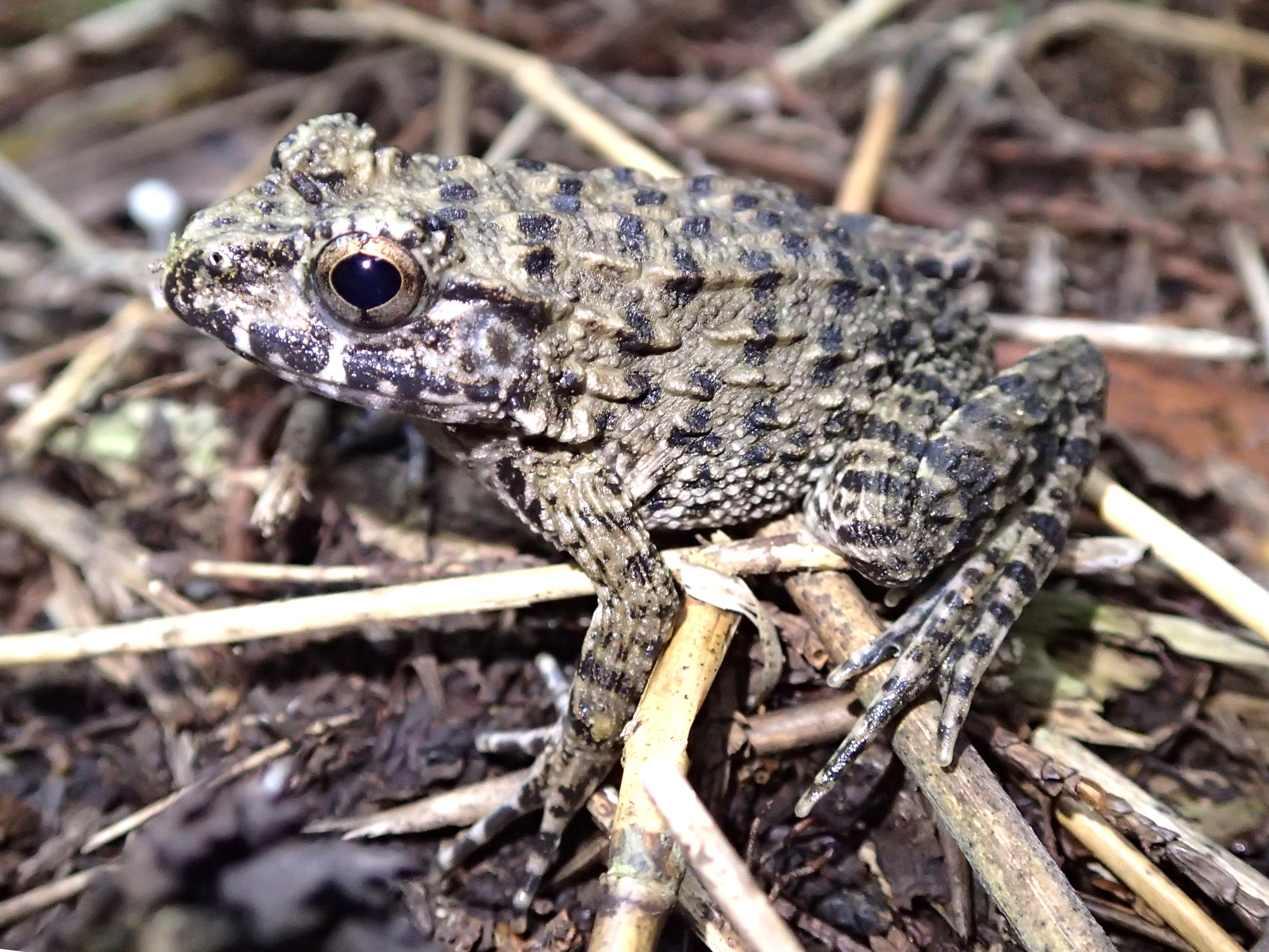
Бугорчатая лягушка
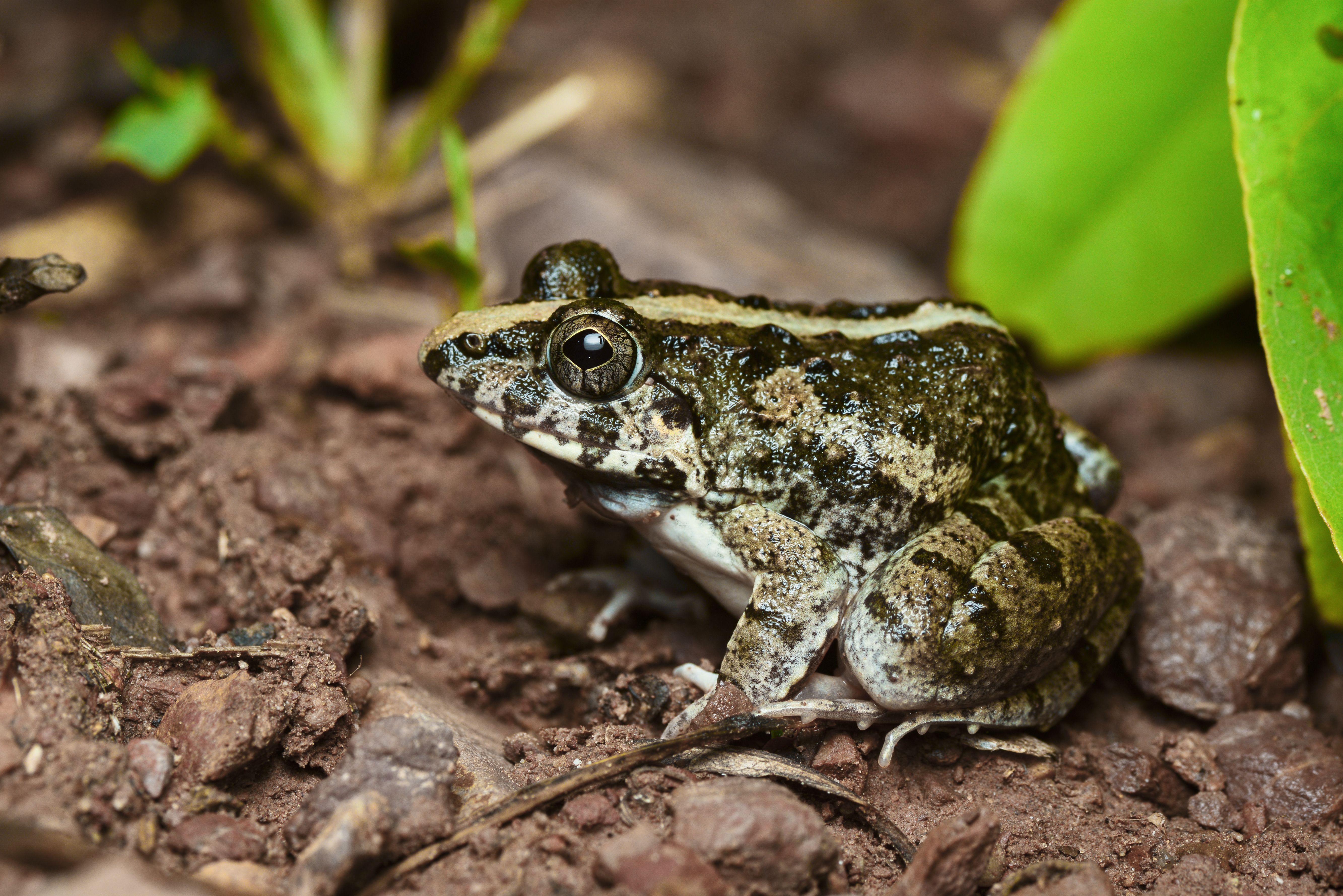
Рисовая лягушка
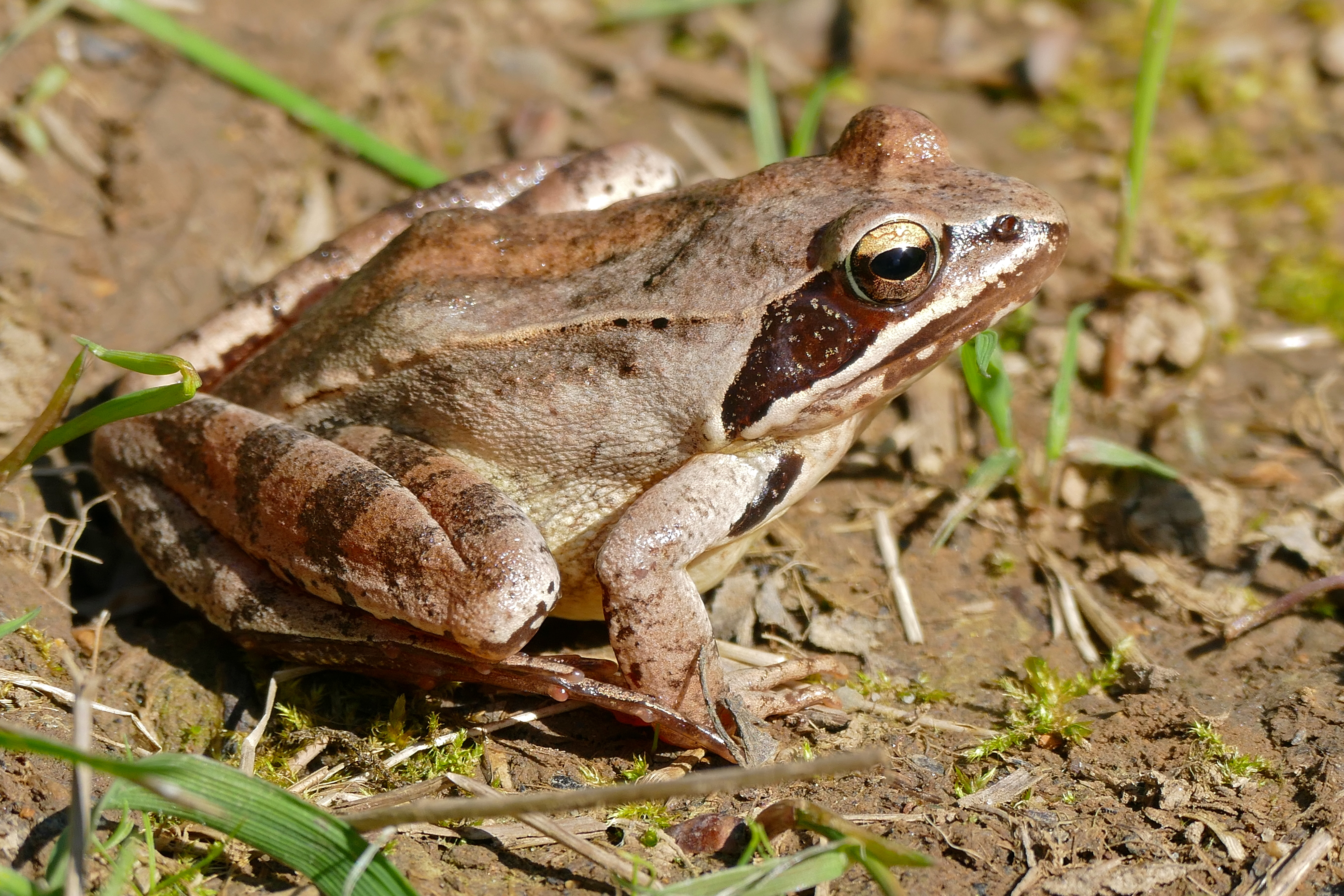
Прыткая лягушка

## В филателии
В 2021 году была выпущена серия почтовых марок из серии «Фауна России».

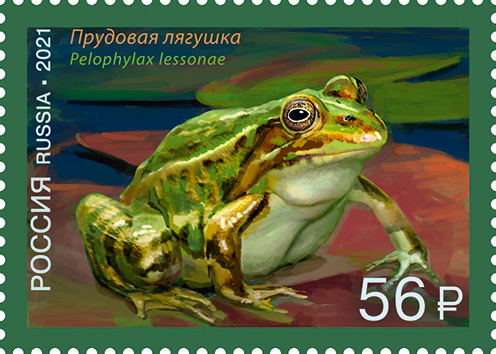
Прудовая лягушка
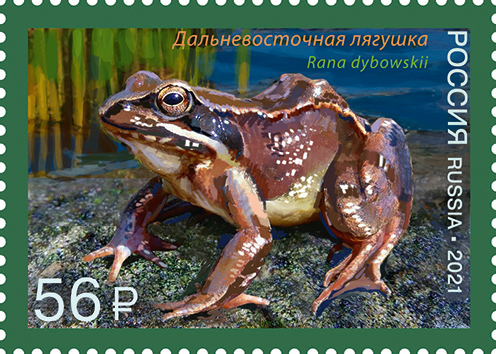
Дальневосточная лягушка
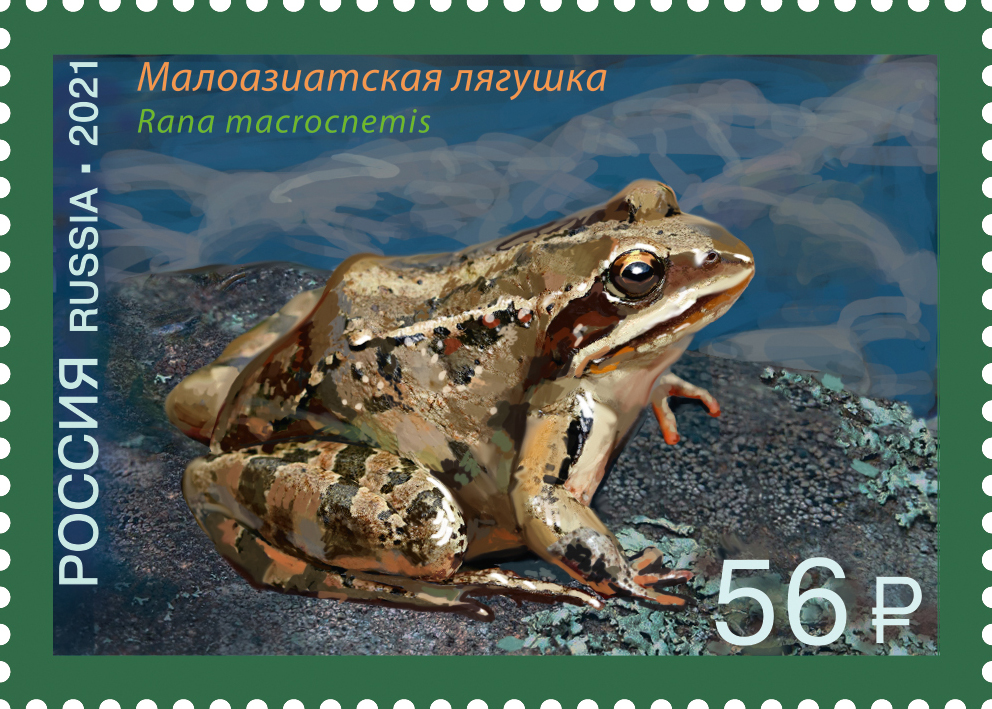
Малоазиатская лягушка
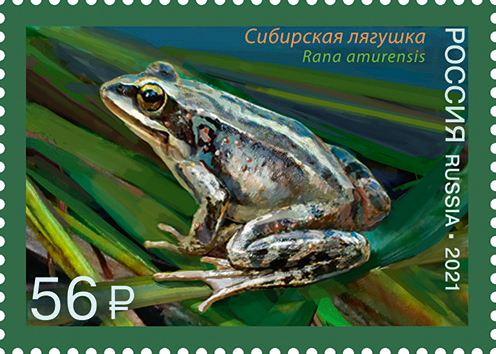
Сибирская лягушка